# 1251

## Догађаји
- Април – Долази до првог крсташког рата пастира, унутрашњег француског устанка као одговор на догађаје у Египту током Седмог крсташког рата.
- Мај – Енглески гувернер Симон де Монфор гуши побуну у Гаскоњи.
- 26. децембар – Краљ Александар III од Шкотске жени се Маргаретом, ћерком краља Хенрија III од Енглеске, што изазива борбу за моћ између два монарха.
- Ендру де Лонжимо, кога је две године раније француски краљ Луј IX послао као амбасадора код Монгола, састаје се са краљем у Палестини, са извештајима од Монгола и Татарије; његова мисија се сматра неуспехом.
- Миндаугас од Литваније је крштен, као прелудијум за његово крунисање за краља Литваније 1253. године.
- Александар Невски потписује први мировни споразум између Кијевске Русије и Норвешке.
- Краљ Конрад IV од Немачке напада Италију, али не успева да покори присталице папе Иноћентија IV.
- Отокар II од Бохемије, касније краљ Бохемије, изабран је за војводу Аустрије.
- 1. јул – Мунге Кан изабран је за четвртог великог кана Монголског царства.